# 児玉好熊

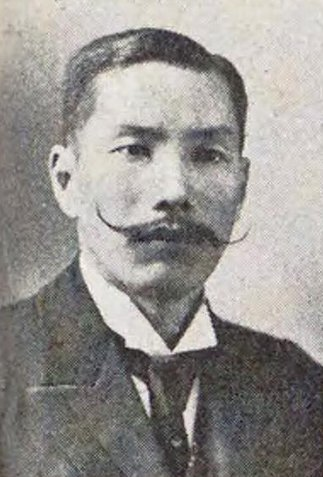
児玉好熊

児玉 好熊（兒玉、こだま よしくま、1873年（明治6年）2月20日 - 1924年（大正13年）9月10日）は、明治から大正期の政治家。衆議院議員（立憲政友会）。

## 経歴
鹿児島県伊佐郡東太良村（現在の伊佐市）で、児玉藤吉の長男として生まれ、1909年（明治42年）7月、家督を相続した。中学造士館を経て、1894年（明治27年）慶應義塾を卒業。慶應義塾の助教授となるが、持病を理由に1896年（明治29年）に帰郷し、英語や数学の塾を開く。
1899年（明治32年）より鹿児島県会議員、同参事会員、同副議長を歴任し、1912年（大正元年）11月、第14代県会議長に就任した。また1910年（明治43年）より鹿児島新聞社理事を務めた。
1915年（大正4年）3月、第12回衆議院議員総選挙（鹿児島県郡部、立憲政友会）で当選。1917年（大正6年）4月の第13回総選挙（鹿児島県郡部、立憲政友会）でも再選され、衆議院議員に連続2期在任した。
その他、地方衛生会議員、地方森林会議員、鹿児島県教育会常議員、日本赤十字社鹿児島県支部商議員などに就任した。